# Kabinett Noboa

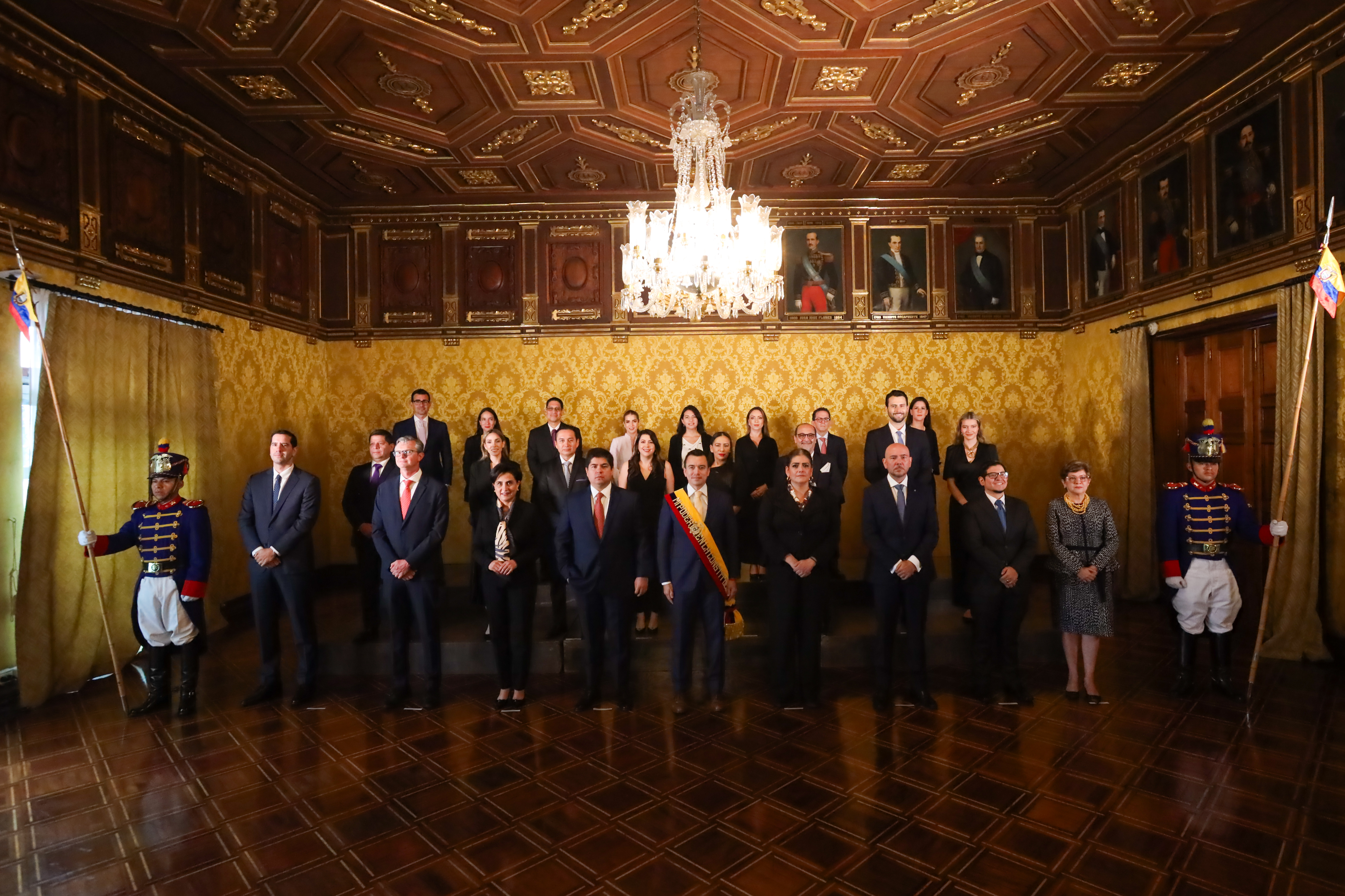
Gruppenbild der Regierung

Das Kabinett Noboa I bildete vom 23. November 2023 bis 24. Mai 2025 die Regierung von Ecuador. Es wurde nach der Präsidentschafts- und Parlamentswahl in Ecuador 2023 gebildet. Anschließend wurde es vom Kabinett Noboa II abgelöst.

## Kabinettsmitglieder
| Amt                                                                 | Bild | Name                                                   | Amtszeit                               | Partei            |
| ------------------------------------------------------------------- | ---- | ------------------------------------------------------ | -------------------------------------- | ----------------- |
| Präsident                                                           |      | Daniel Noboa                                           | Seit 23. November 2023                 | ADN               |
| Vizepräsidentin                                                     |      | Verónica Abad                                          | Seit 23. November 2023                 | Parteilos         |
| Minister für Landwirtschaft und Viehzucht                           |      | Danilo Palacios                                        | Seit 23. November 2023                 | Parteilos         |
| Ministerin für Umwelt, Wasser und ökologischer Wandel               |      | Sade Rashel Fritschi Naranjo                           | 23. November 2023 bis 30. August 2024  | ADN               |
| Ministerin für Umwelt, Wasser und ökologischer Wandel               |      | Inés Manzano                                           | 30. August 2024 bis 11. Februar 2025   | Parteilos         |
| Ministerin für Umwelt, Wasser und ökologischer Wandel               |      | Vakant (anvertraut an Maria Cristina Recalde Larrea)   | Seit 11. Februar 2025                  | Parteilos         |
| Ministerin für Kultur und Erbe                                      |      | Romina Alejandra Muñoz Procel                          | Seit 23. November 2023                 | Parteilos         |
| Minister für Nationale Verteidigung                                 |      | Giancarlo Loffredo Rendón                              | Seit 23. November 2023                 | Parteilos         |
| Minister für Sport                                                  |      | Andrés Guschmer                                        | 23. November 2023 bis 31. August 2024  | RETO Bewegung     |
| Minister für Sport                                                  |      | José David Jiménez Vásquez                             | Seit 31. August 2024                   | Parteilos\|-      |
| Minister für Stadtentwicklung und Wohnen                            |      | Humberto Aparicio Plaza Arguello                       | Seit 23. November 2023                 | Parteilos         |
| Minister für Wirtschaft und Finanzen                                |      | Juan Carlos Vega Malo                                  | 27. November 2023 bis 13. Februar 2025 | Parteilos         |
| Minister für Wirtschaft und Finanzen                                |      | Luis Alberto Jaramillo Granja                          | 13. Februar 2025 bis 16. April 2025    | Parteilos         |
| Minister für Wirtschaft und Finanzen                                |      | Sariha Moya                                            | Seit 16. April 2025                    | Parteilos         |
| Minister für Bildung                                                |      | Daniel Ricardo Calderón Zevallos                       | 23. November 2023 bis 22. April 2024   | Parteilos         |
| Minister für Bildung                                                |      | Alegría de Lourdes Crespo Cordovez                     | Seit 22. April 2024                    | Parteilos         |
| Ministerin für Energie und Bergbau                                  |      | Andrea Stefanía Arrobo Peña                            | 23. November 2023 bis 16. April 2024   | Parteilos         |
| Ministerin für Energie und Bergbau                                  |      | Vakant (anvertraut an Roberto Luque Nuques)            | 16. April 2024 bis 2. Juli 2024        | Parteilos         |
| Ministerin für Energie und Bergbau                                  |      | Octaviano Antonio Gonçalves Savinovich                 | 2. Juli 2024 bis 9. Oktober 2024       | Parteilos         |
| Ministerin für Energie und Bergbau                                  |      | Inés Manzano                                           | Seit 9. Oktober 2024                   | Parteilos         |
| Ministerin für die Regierung                                        |      | Mónica Palencia                                        | 23. November 2023 bis 21. April 2024   | Parteilos         |
| Ministerin für die Regierung                                        |      | Michele Sensi-Contugi Ycaza                            | 21. April 2024 bis 16. August 2024     | ADN               |
| Ministerin für die Regierung                                        |      | Arturo Félix Wong                                      | 16. August 2024 bis 11. November 2024  | ADN               |
| Ministerin für die Regierung                                        |      | José Javier de la Gasca Lopez-Domínguez                | Seit 11. November 2024                 | Parteilos         |
| Ministerin für Inneres                                              |      | Mónica Palencia                                        | 23. November 2023 bis 15. Februar 2025 | Parteilos         |
| Ministerin für Inneres                                              |      | Fausto Buenaño                                         | 15. Februar 2025 bis 21. Februar 2025  | Nationale Polizei |
| Ministerin für Inneres                                              |      | John Reimberg                                          | Seit 21. Februar 2025                  | Parteilos         |
| Ministerin für wirtschaftliche und soziale Inklusion                |      | Zaida Elizabeth Rovira Jurado                          | 23. November 2023 bis 13. Februar 2025 | Parteilos         |
| Ministerin für wirtschaftliche und soziale Inklusion                |      | Vakant (anvertraut an Harold Andrés Burbano Villareal) | Seit 13. Februar 2025                  | Parteilos         |
| Ministerin für Frauen und Menschenrechte                            |      | Arianna María Tanca Macchiavello                       | Seit 25. November 2023                 | Parteilos         |
| Ministerin für Produktion, Außenhandel, Investitionen und Fischerei |      | María Sonsoles García León                             | 23. November 2023 bis 19. Oktober 2024 | Parteilos         |
| Ministerin für Produktion, Außenhandel, Investitionen und Fischerei |      | Luis Alberto Jaramillo Granja                          | 19. Oktober 2024 bis 13. Februar 2025  | Parteilos         |
| Ministerin für Produktion, Außenhandel, Investitionen und Fischerei |      | Vakant (anvertraut an Carlos Alberto Zaldumbide López) | 13. Februar 2025 bis 10. April 2025    | Parteilos         |
| Ministerin für Produktion, Außenhandel, Investitionen und Fischerei |      | Luis Alberto Jaramillo Granja                          | bis 10. April 2025                     | Parteilos         |
| Ministerin für Auswärtige Beziehungen und menschliche Mobilität     |      | María Gabriela Sommerfeld Rosero                       | Seit 23. November 2023                 | Parteilos         |
| Minister für Öffentliche Gesundheit                                 |      | Franklin Edmundo Encalada Calero                       | 23. November 2023 bis 18. Juni 2024    | Parteilos         |
| Minister für Öffentliche Gesundheit                                 |      | Manuel Antonio Naranjo Paz y Miño                      | 18. Juni 2024 bis 15. Februar 2025     | Parteilos         |
| Minister für Öffentliche Gesundheit                                 |      | Edgar José Lama von Buchwald                           | Seit 15. Februar 2025                  | ADN               |
| Minister für Telekommunikation und Informationsgesellschaft         |      | César Antonio Martín Moreno                            | 25. November 2023 bis 14. Mai 2025     | Parteilos         |
| Minister für Telekommunikation und Informationsgesellschaft         |      | Roberto Carlos Kury Pesantes                           | Seit 14. Mai 2025                      | Parteilos         |
| Ministerin für Arbeit                                               |      | Ivonne Elizabeth Núñez Figueroa                        | Seit 23. November 2023                 | Parteilos         |
| Minister für Transport und öffentliche Arbeiten                     |      | Roberto Xavier Luque Nuques                            | Seit 23. November 2023                 | Parteilos         |
| Minister für Tourismus                                              |      | Niels Olsen                                            | 23. November 2023 bis 30. August 2024  | ADN               |
| Minister für Tourismus                                              |      | Vakant (anvertraut an Mateo Estrella Durán)            | Seit 30. August 2024                   | Parteilos         |

### Staatssekretariate
| Amt                                                        | Bild | Name                                                   | Amtszeit                             | Partei     |
| ---------------------------------------------------------- | ---- | ------------------------------------------------------ | ------------------------------------ | ---------- |
| Risikomanagement                                           |      | Jorge Raúl Carrillo Tutivén                            | Seit 4. Dezember 2023                | Parteilos  |
| Nationale Planung                                          |      | Sariha Moya                                            | 23. November 2023 bis 16. April 2025 | Parteilos  |
| Nationale Planung                                          |      | Vakant (anvertraut an Andrea Carolina Sánchez Aguirre) | Seit 16. April 2025                  | Parteilos  |
| Hochschulbildung, Wissenschaft, Technologie und Innovation |      | Ana Argeline Changuín Vélez                            | 12. Dezember 2023 bis 26. März 2024  | Parteilos  |
| Hochschulbildung, Wissenschaft, Technologie und Innovation |      | César Augusto Vásquez Moncayo                          | Seit 27. März 2024                   | Parteilos  |
| Management, Entwicklung von Völkern und Nationalitäten     |      | Marco Guatemal Anrango                                 | 6. Februar 2024 bis 25. März 2025    | Pachakutik |
| Management, Entwicklung von Völkern und Nationalitäten     |      | Julia Teodora Angulo Girón                             | Seit 25. März 2025                   | Parteilos  |

### Sekretariate der Präsidentschaft
| Amt                                                    | Bild | Name                            | Amtszeit                                 | Partei    |
| ------------------------------------------------------ | ---- | ------------------------------- | ---------------------------------------- | --------- |
| General der öffentlichen Verwaltung und des Kabinettes |      | Arturo David Félix Wong         | 23. November 2023 bis 16. August 2024    | ADN       |
| General der öffentlichen Verwaltung und des Kabinettes |      | Cynthia Natalie Gellibert Mora  | Seit 16. August 2024                     | ADN       |
| General des Verwaltungsbüro der Präsidentschaft        |      | Marissa Elena Péndola Solórzano | Seit 23. November 2023                   | Parteilos |
| General für Rechtsangelegenheiten der Präsidentschaft  |      | Mishel Andrea Mancheno Dávila   | 23. November 2023 bis 25. September 2024 | Parteilos |
| General für Rechtsangelegenheiten der Präsidentschaft  |      | Stalin Santiago Andino González | Seit 25. September 2024                  | Parteilos |
| General für Kommunikation der Präsidentschaft          |      | Roberto Izurieta Cánova         | 23. November 2023 bis 30. April 2024     | Parteilos |
| General für Kommunikation der Präsidentschaft          |      | Irene Vélez Froment             | Seit 30. April 2024                      | Parteilos |
| General für öffentliche Integrität                     |      | José Julio Neira Hanze          | Seit 8. Januar 2024                      | ADN       |
| Öffentlich-private Investitionen                       |      | Pablo José Cevallos Palomeque   | Seit 2. Januar 2024                      | Parteilos |

### Öffentliche Einrichtungen mit Ministerrang
| Amt                                              | Bild | Name                                                    | Amtszeit                                 | Partei    |
| ------------------------------------------------ | ---- | ------------------------------------------------------- | ---------------------------------------- | --------- |
| Strategisches Geheimdienstzentrum                |      | Michele Sensi-Contugi Ycaza                             | Seit 2. Januar 2024                      | ADN       |
| Ecuadorianisches Institut für soziale Sicherheit |      | Eduardo Peña Hurtado                                    | Seit 20. Dezember 2023                   | Parteilos |
| Steuerbehörde                                    |      | Damián Alberto Larco Guamán                             | Seit 23. November 2023                   | Parteilos |
| Nationaler Zolldienst von Ecuador                |      | María Gabriela Ochoa Ochoa                              | 23. November 2023 bis 22. April 2024     | Parteilos |
| Nationaler Zolldienst von Ecuador                |      | Luis Alberto Jaramillo Granja                           | 22. April 2024 bis 19. Oktober 2024      | Parteilos |
| Nationaler Zolldienst von Ecuador                |      | Vakant (anvertraut an Fernando Rosero Rodríguez)        | Seit 19. Oktober 2024                    | Parteilos |
| Sekretär für Entwicklung                         |      | Vakant (anvertraut an Estefani Jarrín Arboleda)         | 4. Dezember 2023 bis 12. Dezember 2023   | Parteilos |
| Sekretär für Entwicklung                         |      | María José Pinto                                        | 12. Dezember 2023 bis 25. September 2024 | ADN       |
| Sekretär für Entwicklung                         |      | Vakant (anvertraut an María de Lourdes Muñoz Astudillo) | Seit 25. September 2024                  | Parteilos |